# تپه برتپ
تپه برتپ مربوط به دوران پیش از تاریخ ایران باستان - است و در شهرستان قروه، بخش دهگلان، روستای چرخه بیان واقع شده و این اثر در تاریخ ۱۱ مرداد ۱۳۸۴ با شمارهٔ ثبت ۱۲۶۸۶ به‌عنوان یکی از آثار ملی ایران به ثبت رسیده است.